# Dederkoi
Dederkoi - Дедеркой (rus) - és un poble del krai de Krasnodar, a Rússia. Es troba als vessants del Caucas occidental, a la desembocadura del riu Dede a la riba nord-oriental de la mar Negra, a 6 km al sud-est de Tuapsé i a 110 km al sud de Krasnodar.
Pertany al poble de Xepsi.